# Clistoronia graniculata
Clistoronia graniculata är en nattsländeart som först beskrevs av Denning in Denning och Sykora 1966.  Clistoronia graniculata ingår i släktet Clistoronia och familjen husmasknattsländor. Inga underarter finns listade i Catalogue of Life.